# Castlewood Orb

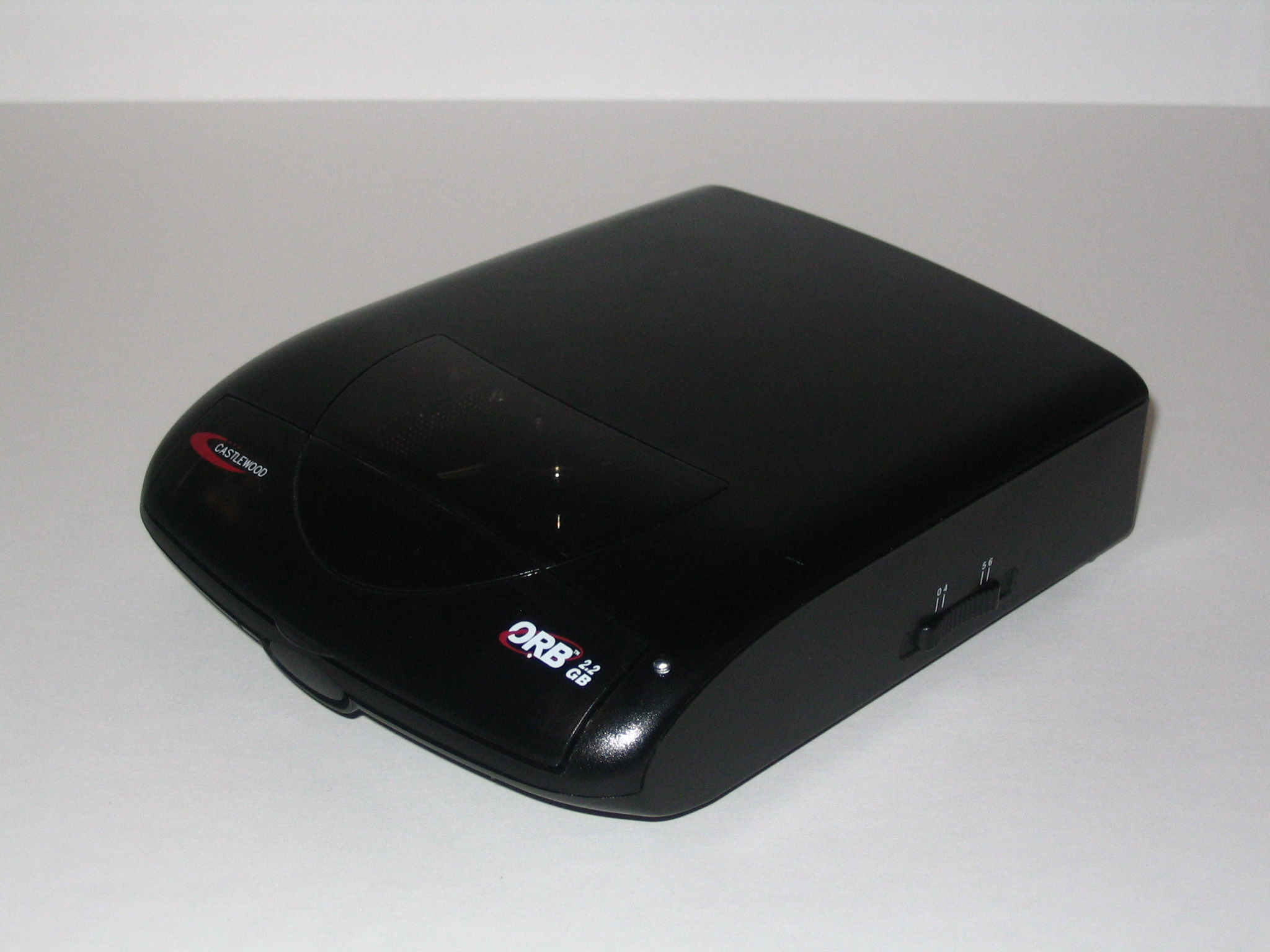
Unidad Orb externa SCSI

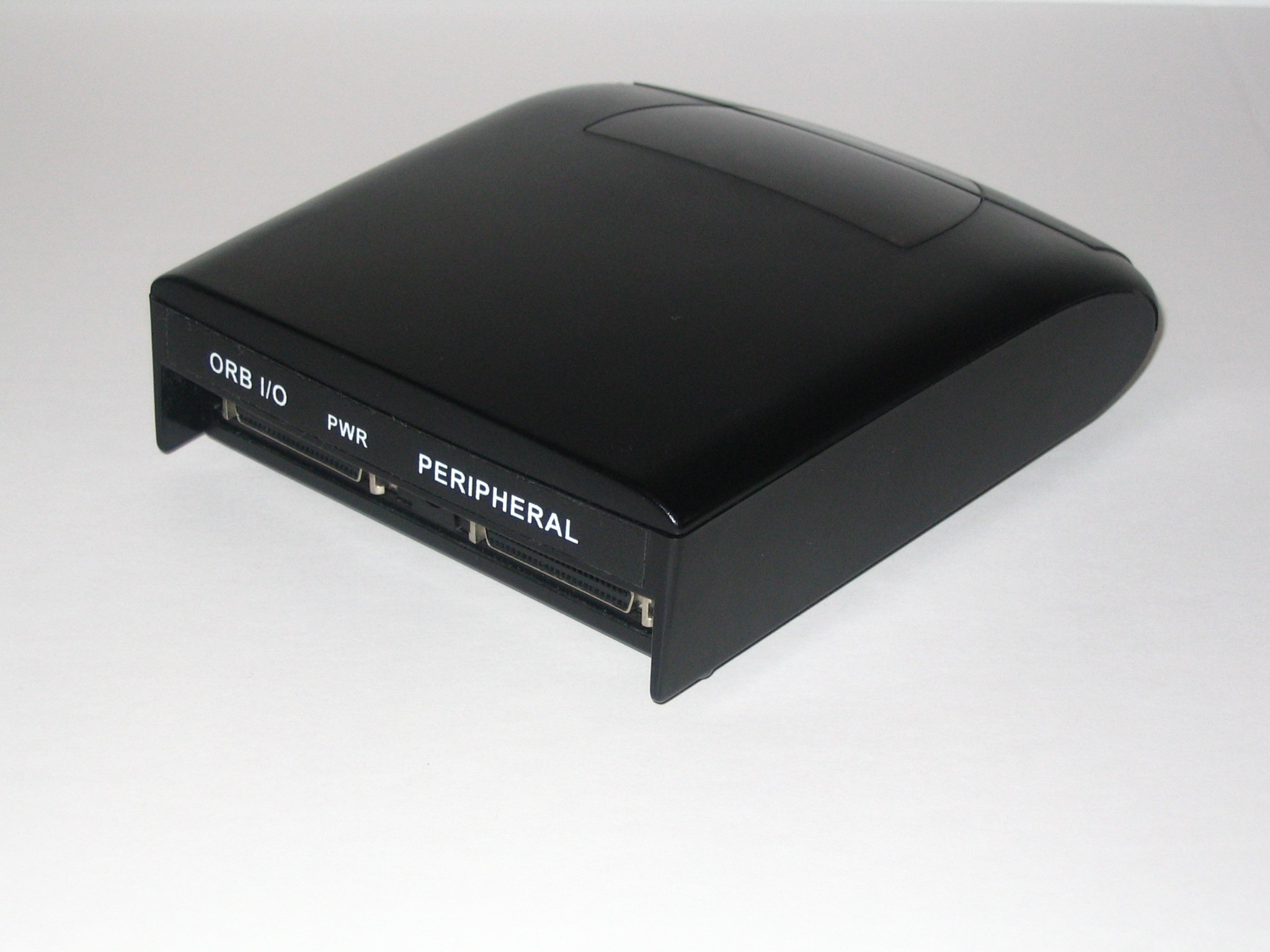
Unidad Orb externa SCSI, vista trasera

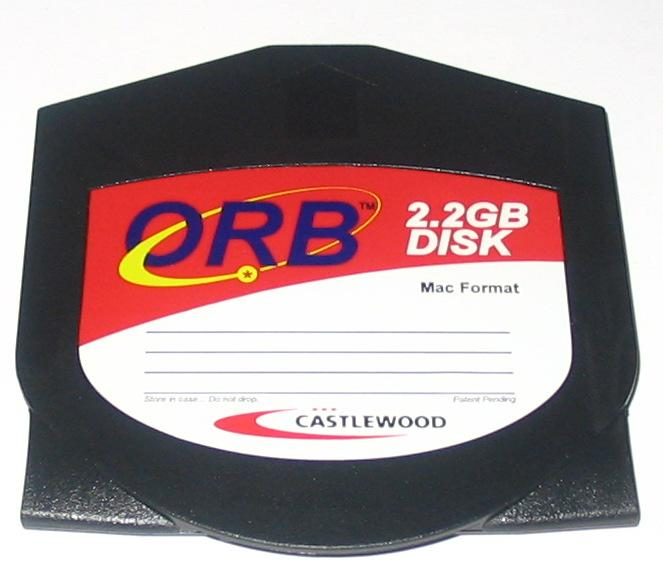
Disco Orb de 2,2 GB

El disco Orb (oficialmente Orb Drive) es una unidad removible de almacenamiento masivo en formato 3,5 pulgadas. Fue creado por Castlewood Systems en 1999. Originalmente su capacidad era de 2,2 GB, pero una segunda versión lanzada en 2001 alcanzaba una capacidad de 5,7 GB, siendo capaz de leer/escribir los cartuchos de 2,2 GB. 
Existen fotos de la feria COMDEX'97 en que se ven unidades de 2,16 GB. Esto se debe a que en formato FAT16 esa es la capacidad del ORB, mientras que en FAT32 y NTFS es de 2,2 GB.
La unidad lectograbadora se distribuyó como interna EIDE o SCSI y como externa SCSI, de puerto paralelo, USB o FireWire. Estas tres últimas eran por dentro unidades EIDE o SCSI con una placa adaptadora a la interfaz usada.
El ORB sale a competir por el mercado del removible de gama alta en directa competencia con la Iomega Jaz (2 GB contra 2,2 GB) y las unidades de Disco magneto-óptico de alta capacidad. Pero antes del 2000, toda la categoría de discos removibles quedan obsoletos debido al desplome de los precios de las unidades y consumibles CD-R y CD-RW, y con posterioridad a 2006, de las unidades de disco de estado sólido (Pendrives de Memoria USB y los diferentes formatos de tarjetas de memoria Flash).
En España sólo se le conoce por reportajes en revistas inglesas y estadounidenses. El mercado del removible se centra en equipos de creativos de diseño e imprentas de artes finales, que prefieren los magneto-ópticos por su resistencia a los campos magnéticos, e incluso siguen usando unidades SyQuest por saber que la imprenta dispone de ellos.
Tiene soporte (nativo o mediante drivers) de los sistemas operativos:
- Microsoft MS-DOS 5.0 o superior
- Windows 3.1x
- Windows 95
- Windows 98
- Windows Me
- Windows NT 4.0 (con Service Pack 4 o superior)
- Windows 2000
- OS/2 4.0
- Mac OS 7.5.5 o superior para el de 2,2 GB
- Mac OS 8.6 o superior para el de 5,7 GB

| Capacidad                          | 2.2 GB                                                                            | 5,7 GB                          |
| Tiempo medio de búsqueda           | 10ms lectura / 12 ms escritura                                                    | 11 ms lectura / 12 ms escritura |
| Tasa de transferencia máxima       | 12,2 MB/segundo                                                                   | 17,35 MB/segundo                |
| Tasa de transferencia máxima burst | 20 MB/segundo                                                                     | 66 MB/segundo                   |
| Velocidad de rotación              | 5400 rpm                                                                          | 5400 rpm                        |
| Cabeza lectora                     | Magneto Resistiva (MR)                                                            | Giant Magneto Resistiva (GMR)   |
| CPU                                | DSP MIPS 25 MHz                                                                   | DSP MIPS 30 MHz                 |
| Tiempo de arranque                 | - 6 segundos de arranque del motor - 10 segundos para lectura - 15 para escritura | 25 segundos                     |
| Tiempo de parada                   | 6 segundos                                                                        | 8 segundos                      |
| Vida estimada del consumible       | 5 años                                                                            | 5 años                          |
| Vida estimada de la unidad         | 20 años                                                                           | 20 años                         |

## CastleWood Systems
El fabricante de la Unidad Orb fue la empresa de Estados Unidos Castlewood Systems. Estaba formada por varios empleados de SyQuest Technology. Al poco del lanzamiento del Orb, SyQuest interpuso una demanda legal contra Castlewood.
Castlewood se ha acogido al Capítulo 7 de la legislación de Estados Unidos para declararse en bancarrota y ya no opera más.